# Lexfähre
Als Lexfähre wird eine Schleuse mit darüber liegender Straßen-Klappbrücke (Bundesstraße 203) im Lauf des westlichen/unteren Teils der  Eider bezeichnet. Sie liegt auf dem Gebiet der Gemeinde Wrohm/Schleswig-Holstein und an der Grenze zwischen den Kreisen Rendsburg-Eckernförde und Dithmarschen.
Die Schleuse Lexfähre wurde 1936 nach zwei Jahren Bauzeit in Betrieb genommen. Es handelt sich um eine Schleuse mit einer Schleusenkammer, durch die der Bootsverkehr zwischen Rendsburg, dem Gieselaukanal und Tönning ermöglicht wird. Die Schleuse dient der oberen Stauhaltung der Eider von Rendsburg bis Lexfähre mit einem damals geplanten Mittelwasserstand von 4,80 Meter. Die Schleuse Nordfeld flussabwärts sorgt für einen Mittelwasserstand von 4,00 Meter. Die von Friedrich Voß entworfene Klappbrücke ist die einzige Eiderquerung zwischen der Brücke von Hamdorf nach Breiholz (Entfernung in Luftlinie 6,5 km) und der Klappbrücke in Pahlen (Entfernung in Luftlinie 10,5 km).

## Name
Der Name Lexfähre leitete sich ab von der ursprünglichen Fähre über die Eider zwischen Wrohm und Prinzenmoor. Sie befand sich in einem Flussbogen, der vom Schleusenkanal abgekürzt wurde.

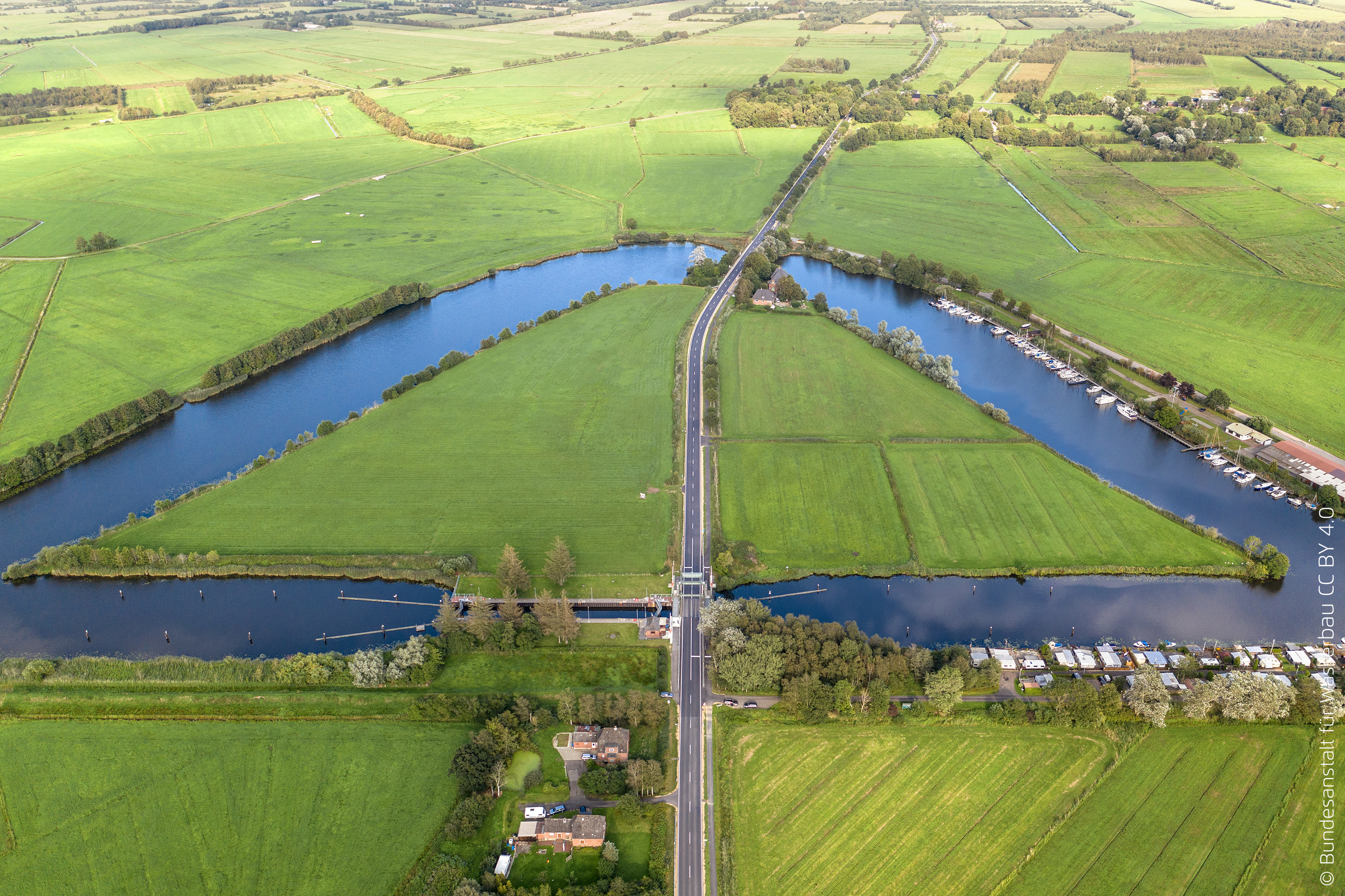
Flussbogen mit ehemaligem Schleusenhaus (hinten)  und Schleusenkanal (vorn)
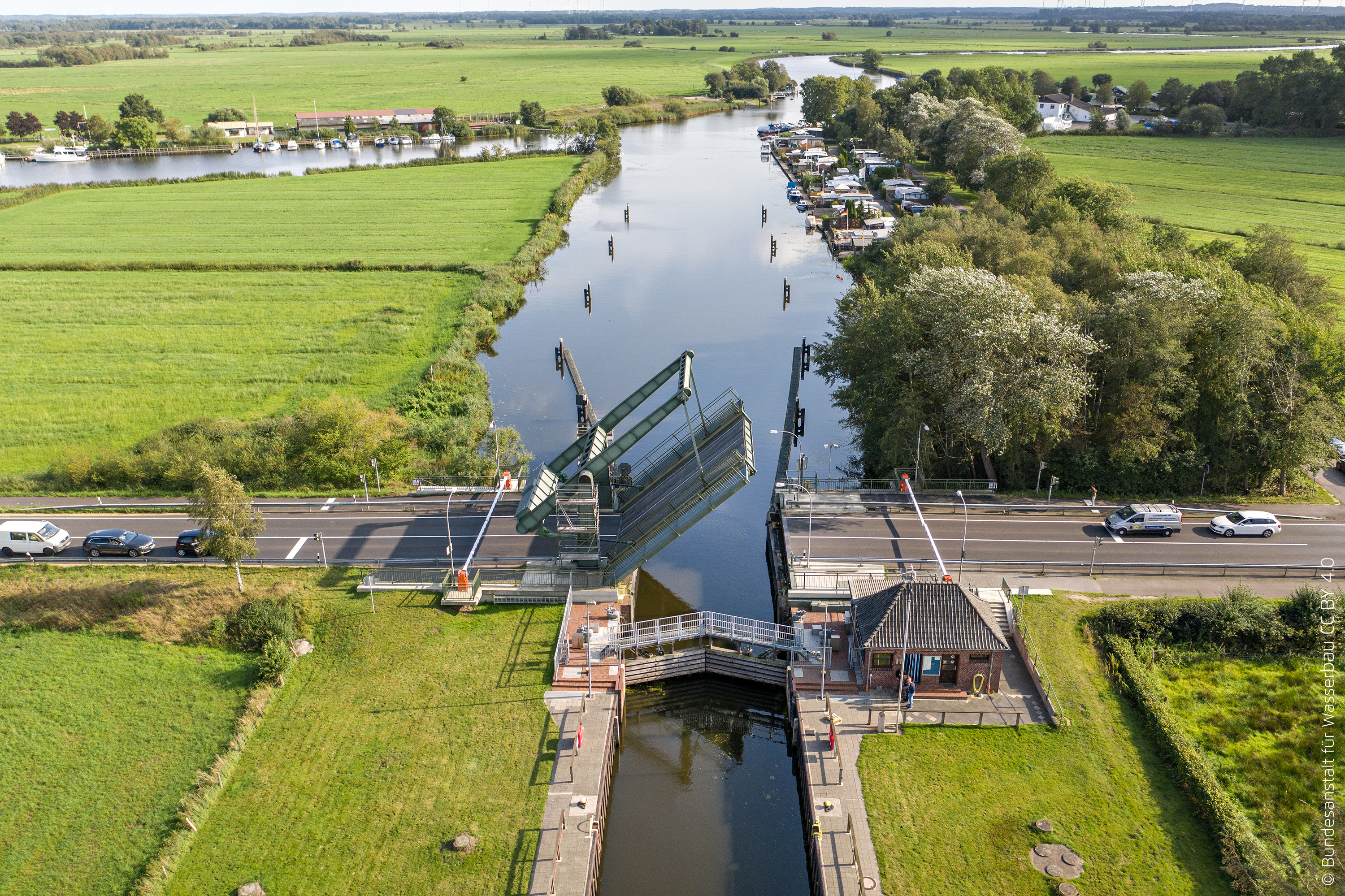
Klappbrücke in Bewegung
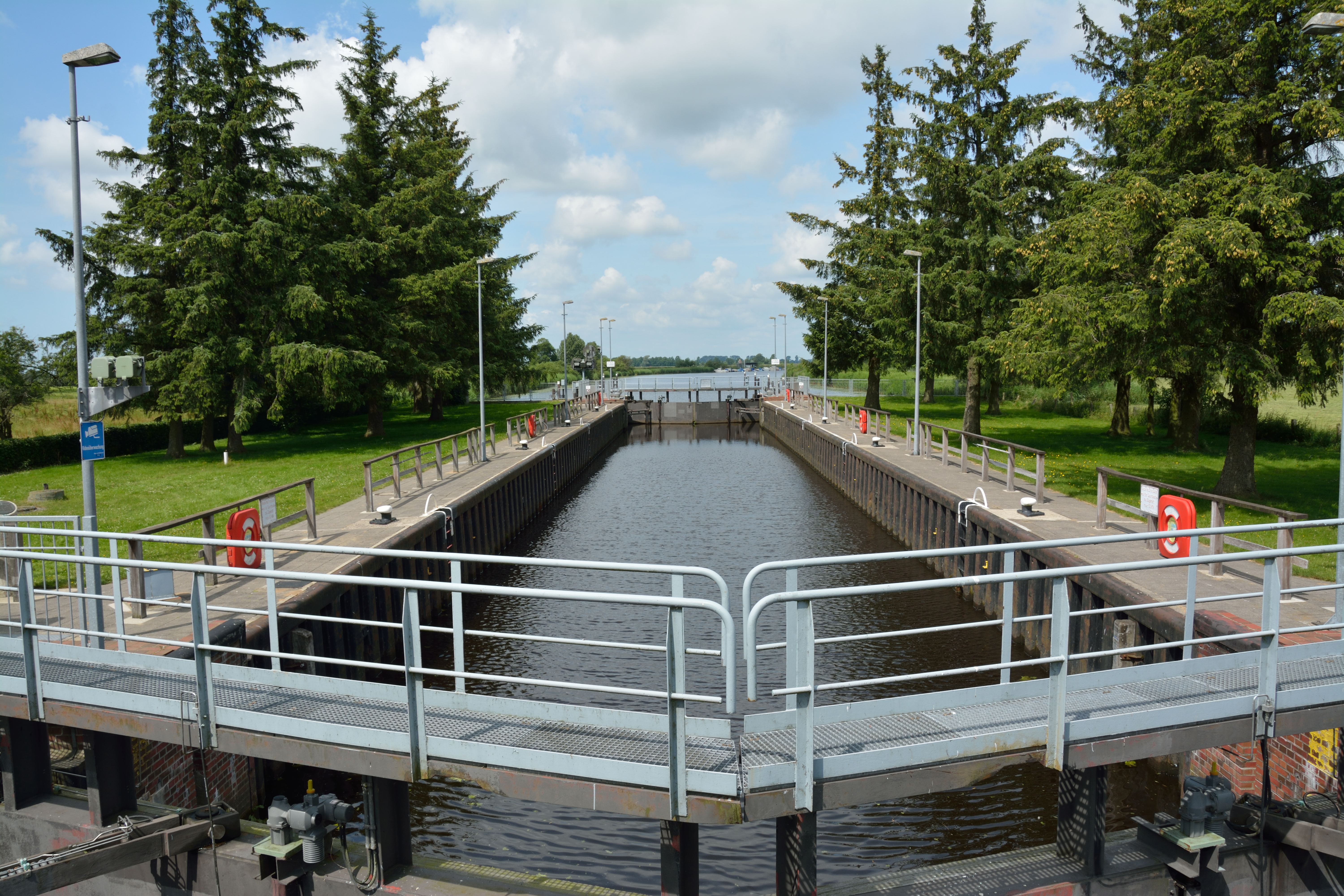
Schleusenkammer
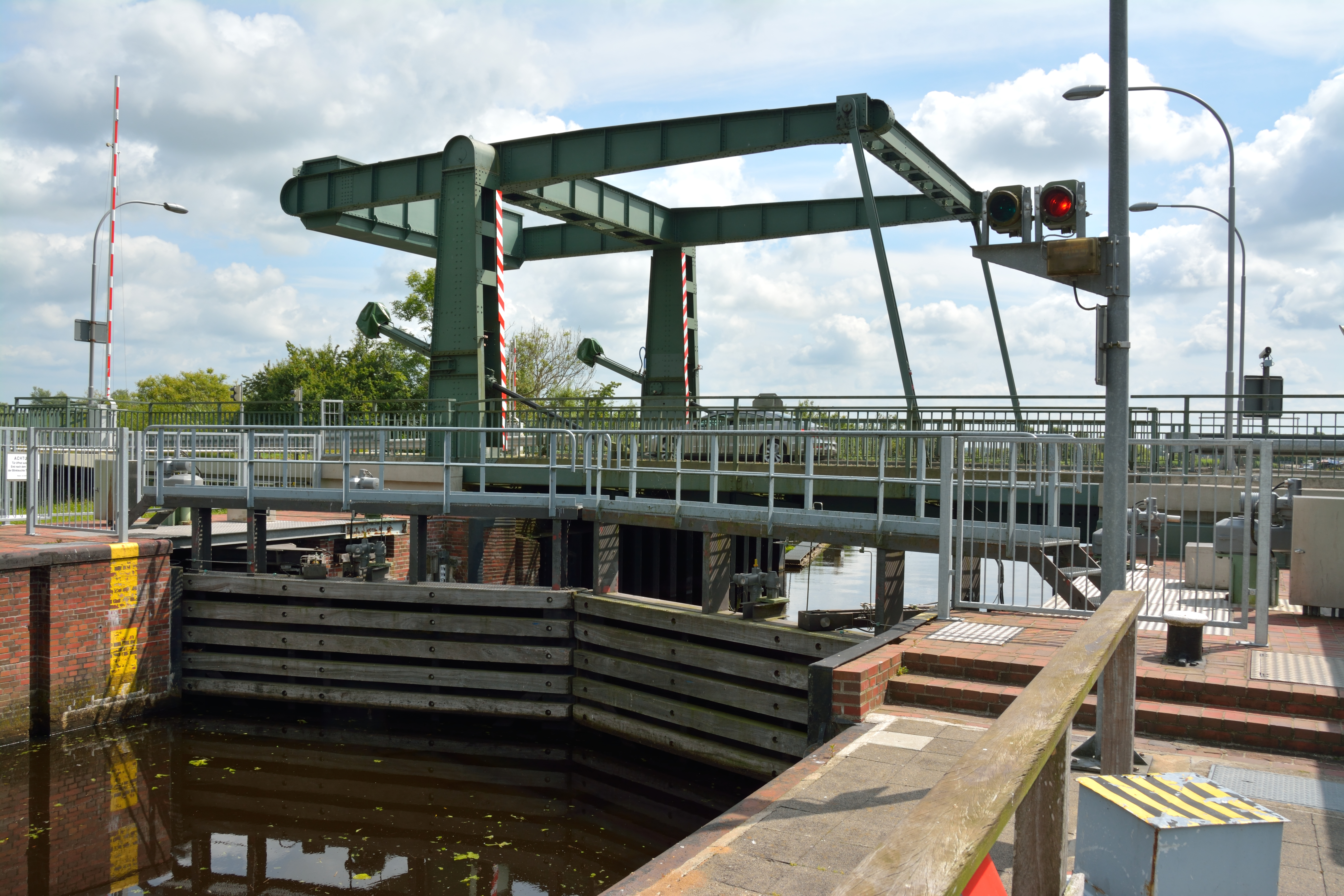
Klappbrücke
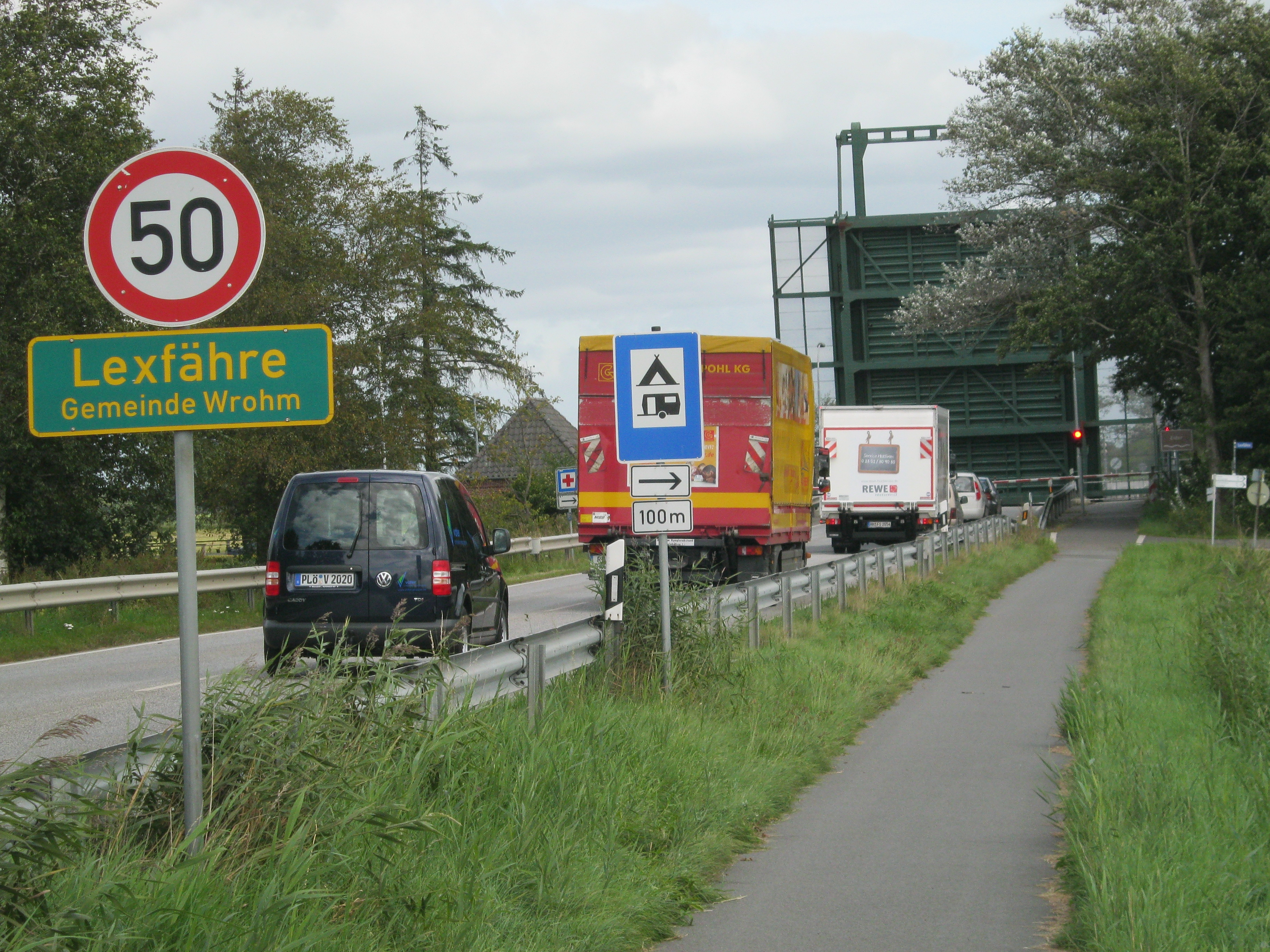
Brücke hochgeklappt
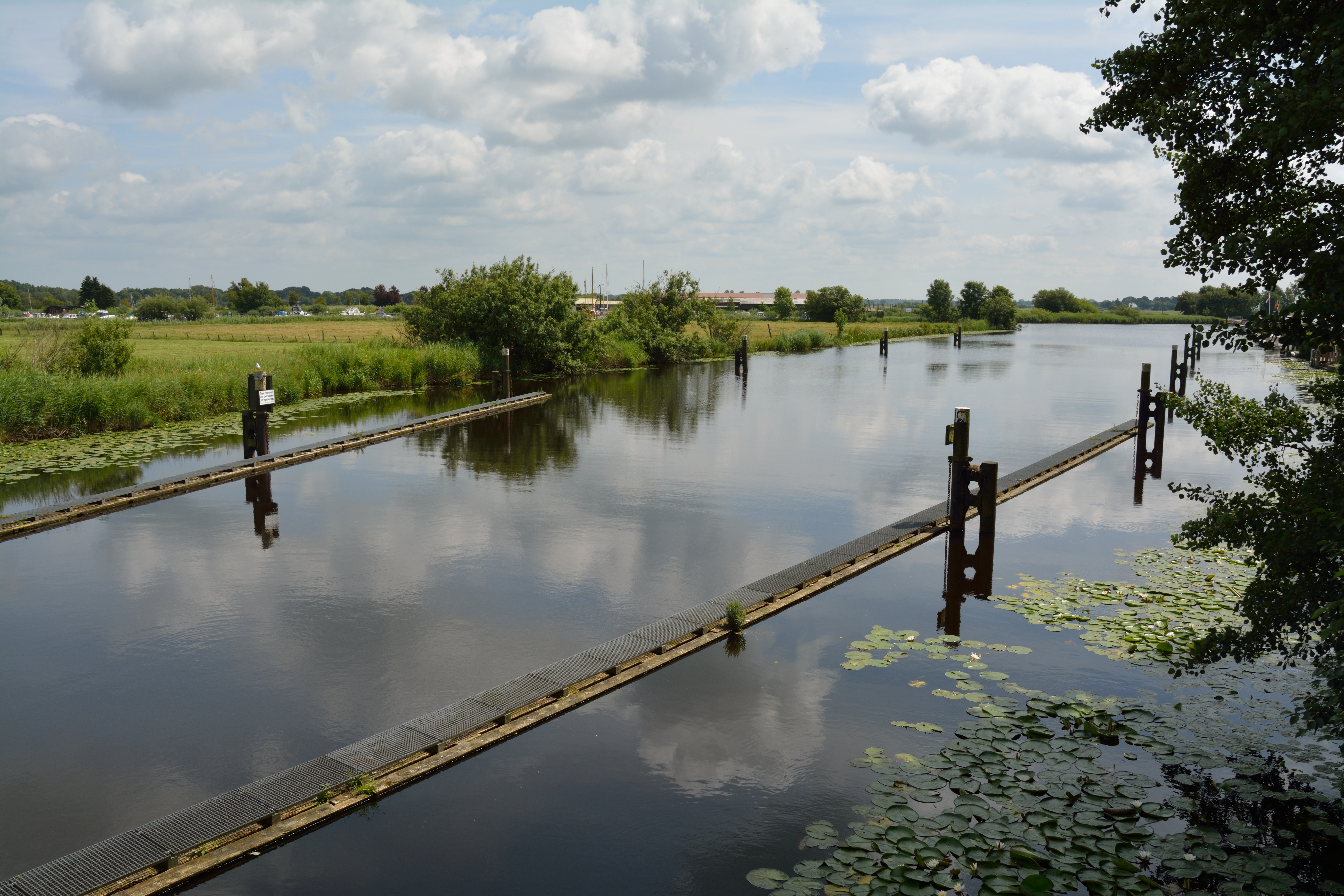
Einfahrt